# 三宝乡 (北票市)
三宝乡，是中华人民共和国辽宁省朝阳市北票市下辖的一个乡镇级行政单位。

## 行政区划
三宝乡下辖以下地区：
三宝村、扎兰营子村、三家子村、水泉村、东沟村、海丰村、红石砬村、大板沟村、下河套村、小苏营子村和瓦匠沟村。